# Cochlostoma pageti
Cochlostoma pageti – gatunek małego ślimaka lądowego z rodziny Cochlostomatidae, występujący endemicznie w rejonie Epir w północno-zachodniej Grecji Zamieszkuje górskie szczeliny skalne na dużych wysokościach. 
Jego muszla mierzy 6,3–7,6 × 2,5–3 mm i ma szarożółtą barwę, niekiedy z brązowymi kropkami poniżej szwu. Jest także regularnie żebrowana. Wieczko jest bardzo delikatne.